# Bàlitx d'Avall
Bàlitx d'Avall és una possessió mallorquina del terme municipal de Fornalutx. Es troba prop del curs del Torrent de na Móra, a l'anomenada Vall de Bàlitx.
És un pas obligat en l'excursió que travessa La Costera.
Els primers documents que s'han trobat de les cases de Bàlitx d'Avall daten del segle xiii. Al segle xvi,Tomàs Ripoll va adquirir la possessió amb la construcció i a més amb una torre de defensa i una tafona d'oli. La construcció de la torre de vigilància data del mateix segle; aquesta rep el nom de Na Seca. Al segle xvii el Senyor Pere Lluc Ripoll i Bauçà divideix la finca en dues parts: la primera, que s'anomenaria Can Gordo, pel fill Pere Antoni Ripoll i Mallol de Bàlitx -que finirà el 1945 amb el prevere Don Pere Lluc Ripoll i Moragues- i la segona que es dirà Can Levet pel segon fill, Bartomeu Ripoll i Mallol de Bàlitxi -que finiria, el 1900, amb Dona Margalida Ripoll i Bisquerra de Gabellí.
Don Perico de Can Gordo i Dona Margalida de Bàlitx havien fet a l'Església Catòlica hereva de la seva respectiva heretat. La construcció de la capella data del segle xviii.
Al segle xx, la família Oliver, alies Roc adquireix Can Levet i Can Gordo i a finals del mateix segle, les famílies Oliver - Pastor adquireixen aquesta darrera. Les principals fonts d'ingressos, des del segle xiii i fins a mitjans del segle xx, eren: primer i molt important, l'oli, després el carbó. Finalment altres productes com la calç, el xot, els cabrits i les garroves.
Aquests malnoms de Levet i Can Gordo en el primer cas es deu al fet que el propietari que adquirí la finca de Dona Margalida Ripoll es deia de Can Levet (Don Joan Puig Rul·lan de Can Levet). En el segon era perquè els Ripoll propietaris de l'altra Balitx d'Avall tenien una finca al Port de Sóller (Sa Figuera) nomenada Can Gordo.
Serà a finals del segle xx quan Can Gordo s'adapta per convertir-se en un agroturisme nomenada Can Gordo.